# Земитаны (станция)
Зе́митаны (латыш. Zemitāni) — узловая железнодорожная станция в Риге, у стыка микрорайонов Пурвциемс, Тейка и Гризинькалнс. Расположена на электрифицированной линии Земитаны — Скулте, линии Рига — Лугажи. С 1948 по 1995 год станция носила название «Ошкалны» в честь партизана О. Ошкалнса, до 1928 года носила название «Александровские ворота», а в 1942—1945 годах — «Рига — Воздушный мост» (нем. Riga — Hohe Brücke). Своё нынешнее название станция получила в 1928 году в честь офицера Й. Земитанса.

## Описание
Станция 1 класса. Обслуживает в двух направлениях пассажирского сообщения линии: Рига — Скулте и Рига — Валга. Имеет пять электрифицированных путей, из которых используются только три.
В советское время, при начале электрификации участка Рига — Сигулда планировалось, что все пять электрифицированных путей будут использованы в движении, поезда до Скулте и Сигулды будут курсировать более часто, а дизель-поезда будут следовать в сторону Валги и Руйиены. Также планировалось пустить электропоезда из Скулте и Сигулды в сторону Айзкраукле, по перегону Земитаны — Шкиротава.
На станции производится сортировка и отстой грузовых вагонов, имеется несколько подъездных путей к товарным перевалочным базам.

### Направления
1. путь: Земитаны — Рига
2. путь: Земитаны — Скулте
3. путь: Земитаны — Валга
4. и 5. пути: резервные

#### Направления, ранее планируемые.
1. путь: Ошкалны — Рига
2. путь: Ошкалны — Лимбажи
3. путь: Ошкалны — Крустпилс
4. путь: Ошкалны — Сигулда
5. путь: резервный и дальнего следования (за пределы Латвии)